# Corporate Architecture

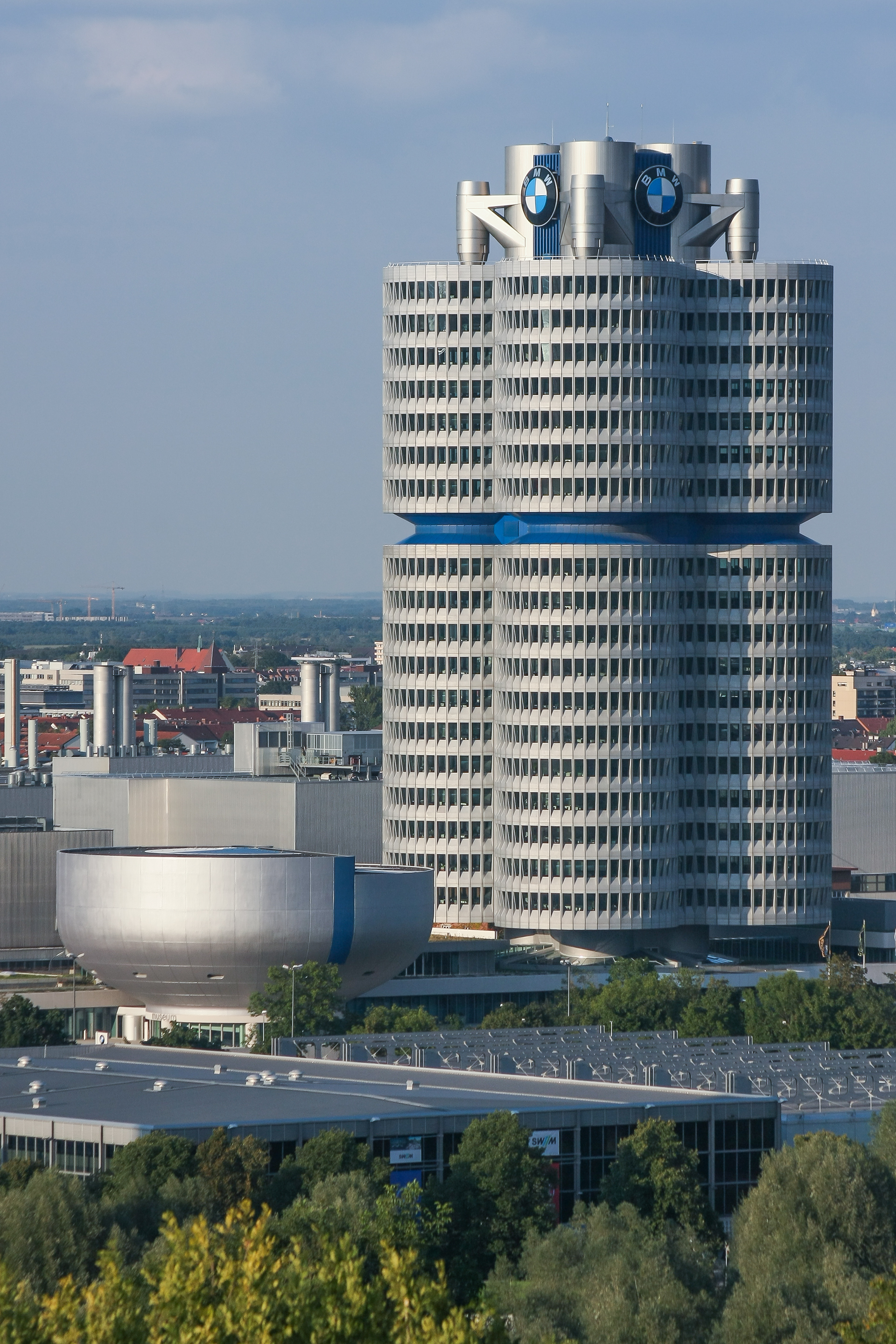
Der BMW-Vierzylinder und das BMW-Museum in München sind klassische Beispiele für Corporate Architecture

Corporate Architecture ist eine Unterkategorie von Corporate Design, selbst Unterkategorie von Corporate Identity und bezeichnet das Ziel, die Unternehmensphilosophie durch eine markante, wiedererkennbare Architektursprache umzusetzen und zu repräsentieren.
Durch die Architektur soll der Wiedererkennungswert der Marke gesteigert und die Arbeitsproduktivität erhöht werden.

## Beispiele
- In den 1910er Jahren Firma AEG: Montagehalle für Großmaschinen, Berlin-Gesundbrunnen von Peter Behrens
- in den 1970er Jahren die „Olivetti-Türme“ in Frankfurt, entworfen von Egon Eiermann[3]
- in den 2020er Jahren der „Infinity Loop“ als Hauptquartier der Firma Apple im Apple Park

## Begriff in der Unternehmensberatung
In den letzten Jahren wird der Begriff auch vermehrt in der Unternehmensberatung verwendet. Durch die zunehmende Komplexität benötigen Unternehmen generalistische Beratungskompetenz zur Schaffung formeller und informeller Strukturen. Wie Baukünstler koordinieren Unternehmensarchitekten unterschiedliche Dienstleister um diese Strukturen zu designen bzw. zu bauen und wenden zahlreiche Beratungsfelder wie beispielsweise Change Management und Diagnostik kombiniert an.